# Bernard Rubin

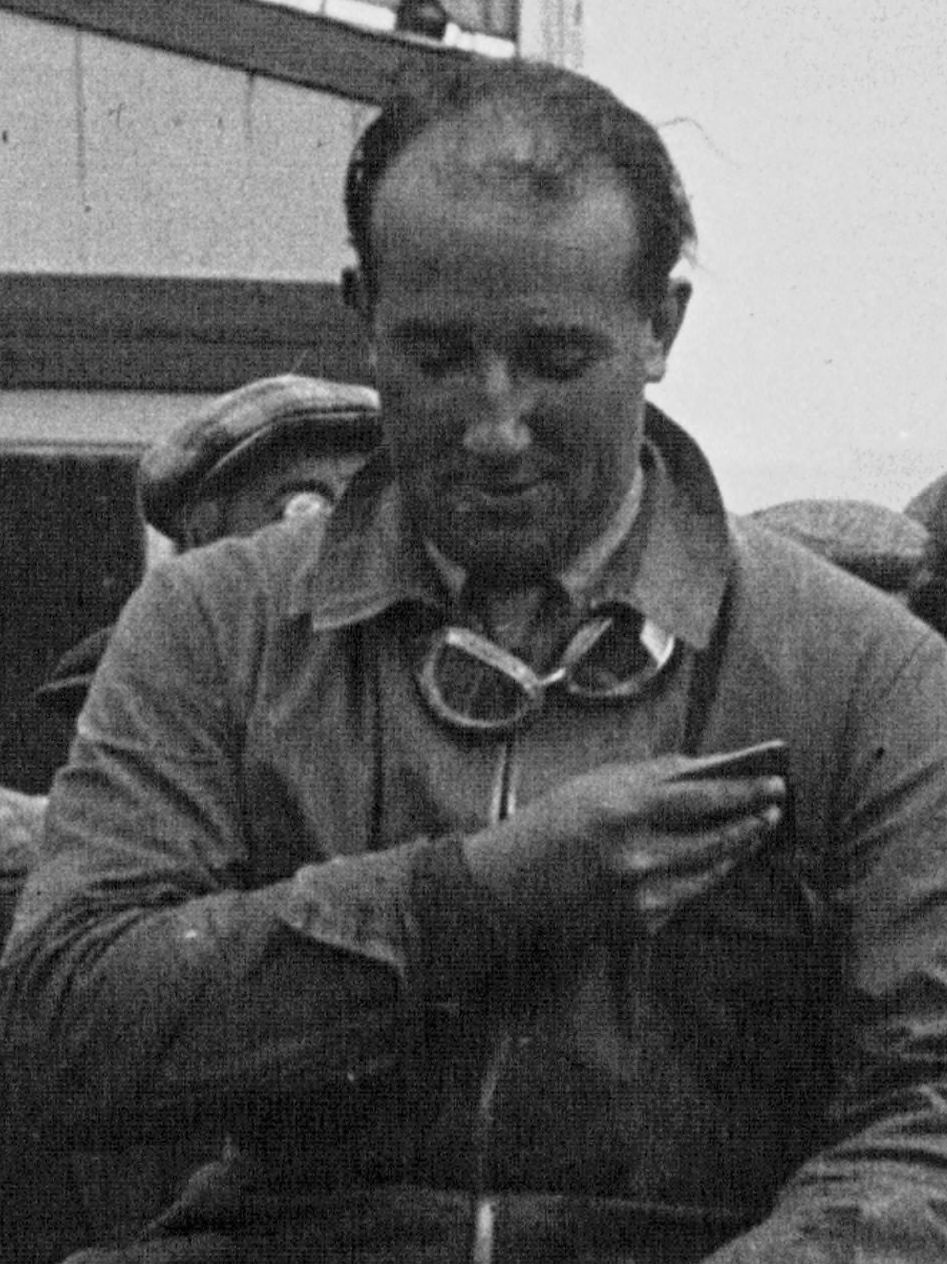
Bernard Rubin 1928 in Le Mans

Bernard Rubin (* 6. Dezember 1896 in Carlton; † 27. Juni 1936 in Cranbrook) war ein britischer Autorennfahrer australischer Herkunft.

## Karriere
Bernard Rubin wurde als Sohn des Perlenhändlers Mark Rubin und der aus einer angesehenen jüdischen Familie stammenden Rebecca de Vahl Davies in Australien geboren. Rubin kam als junger Mann nach Europa, um im Ersten Weltkrieg als Artillerist in der Royal Garrison Artillery zu dienen. Im Krieg wurde er so schwer verletzt, dass er erst nach mehr als drei Jahren Rekonvaleszenz wieder vollkommen genesen konnte.
Nach dem Krieg begann Rubin sich für den Motorsport zu interessieren. Er lernte Woolf Barnato kennen, dessen enger Freund er wurde und gab sein Debüt 1928 in Brooklands und kam schon wenig später als Partner von Barnato zum 24-Stunden-Rennen von Le Mans. Gegen einigen teaminternen Widerstand setzte Barnato den noch völlig unerfahrenen Rubin als Fahrer durch. Das Duo gewann das Rennen und Rubin gehört zu den wenigen Piloten, die ihr Le-Mans-Debütrennen gewinnen konnten. Ein Jahr später kam er wieder an die Sarthe, der Bentley, den er sich mit Earl Howe teilte, fiel aber schon nach sieben Runden mit technischem Defekt aus.
Rubins Karriere endete jedoch nach kurzer Zeit. Bei der Tourist Trophy 1929 überschlug sich sein Bentley schon in der ersten Runde und Rubin verletzte sich erneut schwer. Er wurde Teameigner und unterstützte die Karriere von Tim Birkin mit Geld und Fahrzeugmaterial. Einmal startete er noch selbst und gewann bei der Mille Miglia 1933 gemeinsam mit Birkin auf einem MG K3 seine Klasse. Nach Birkins Tod gab Rubin die Rennfahrerei völlig auf und verlegte sich auf den Flugsport, in dem er einige Rekorde aufstellte.
Rubin – der 1935 in Paris Audrey Mary Simpson geheiratet hatte – starb 1936 im Alter von 40 Jahren an Tuberkulose.

## Statistik

### Le-Mans-Ergebnisse
| Jahr | Team                | Fahrzeug                           | Teamkollege   | Platzierung | Ausfallgrund |
| ---- | ------------------- | ---------------------------------- | ------------- | ----------- | ------------ |
| 1928 | Bentley Ltd         | Bentley 4 ½ Litre “Old Mother Gun” | Woolf Barnato | Gesamtsieg  |              |
| 1929 | Bentley Motors Ltd. | Bentley 4 ½ Litre                  | Earl Howe     | Ausfall     | Elektrik     |